# Spazio e società
spazio & società - space & society è una rivista che si occupò principalmente di architettura, urbanistica e design, che ebbe diffusione internazionale durante il periodo in cui fu edita, dal 1978 all'anno di chiusura, nel 2001.

## Storia editoriale
La rivista nacque in realtà nel 1975 come edizione italiana della francese Espace et Société, diretta da Henri Lefebvre e Anatole Kopp, da una proposta di Riccardo Mariani, per l'editore Moizzi, che per i  primi due numeri ne fu il caporedattore. Dal terzo numero la rivista assunse autonomia pubblicando contributi originali, pubblicando alcuni numeri ed interrompendosi nel 1976.
Il numero 1 fu edito nel 1978. Il direttore fu Giancarlo De Carlo - che mantenne questo ruolo per la gran parte dei numeri, con l'eccezione di un periodo in cui direttore fu Julian Beinart. La reazione ebbe sempre nello studio milanese di De Carlo, il quale, assieme alla moglie Giuliana Baracco, fu comunque il motore di questa rivista, che riuscì tra molteplici difficoltà economiche a uscire quadrimestralmente per più di 23 anni, editando 92 numeri.
Gli editori furono i seguenti:
- Milano, Mazzotta;
- Firenze Sansoni / Cambridge (Massachusetts), MIT Press;
- Genova, SAGEP;
- Roma, Gangemi;
- Rimini, Maggioli.

La rivista ebbe sempre un taglio editoriale alternativo alle riviste di settore, privilegiando i contenuti sulla grafica editoriale, che fu sempre essenziale. Le idee che vi si diffondevano furono indubbiamente legate alla esperienza del Team 10, coinvolgendo spesso i protagonisti.
De Carlo stesso definì così, nel primo numero, il programma:
I temi trattati furono quindi vari, spaziando da quelli dell'attualità disciplinare, con la pubblicazione di singoli progetti, a temi di carattere storico sull'architettura e l'urbanistica, a temi collaterali al mondo dell'architettura.
La rivista poté contare sulla collaborazione di nomi di primo piano del mondo dell'architettura internazionale, tra questi si ricordano:
- Julian Beinart
- Alison e Peter Smithson
- Balkrisma V. Doshi
- Sverre Fehn
- Herman Hertzberger
- Lucien Kroll
- Donlyn Lyndon
- Fumihiko Maki
- Frei Otto
- Reima Pietilä
- Josè M. Garcia De Paredes
- Henry Millon